# Спанчевац
Спанчевац је насеље у Србији у општини Бујановац у Пчињском округу. Према попису из 2022. било је 279 становника. Атар Спанчевца се простире до границе са Северном Македонијом.

## Демографија
У насељу Спанчевац живи 423 пунолетна становника, а просечна старост становништва износи 41,7 година (41,6 код мушкараца и 41,8 код жена). У насељу има 146 домаћинстава, а просечан број чланова по домаћинству је 3,65.
Ово насеље је у потпуности насељено Србима (према попису из 2002. године).
|  |

| Демографија | Демографија | Демографија |
| Година      | Становника  | Становника  |
| ----------- | ----------- | ----------- |
| 1948.       | 732         |             |
| 1953.       | 773         |             |
| 1961.       | 759         |             |
| 1971.       | 689         |             |
| 1981.       | 578         |             |
| 1991.       | 480         | 480         |
| 2002.       | 533         | 541         |
| 2022.       | 279         |             |

| Етнички састав према попису из 2002.‍ | Етнички састав према попису из 2002.‍ | Етнички састав према попису из 2002.‍ | Етнички састав према попису из 2002.‍ | Етнички састав према попису из 2002.‍ |
| ------------------------------------ | ------------------------------------ | ------------------------------------ | ------------------------------------ | ------------------------------------ |
|                                      |                                      |                                      |                                      |                                      |
| Срби                                 | Срби                                 |                                      | 533                                  | 100,0%                               |

| Година пописа     | 1948. | 1953. | 1961. | 1971. | 1981. | 1991. | 2002. |
| ----------------- | ----- | ----- | ----- | ----- | ----- | ----- | ----- |
| Број домаћинстава | 111   | 119   | 118   | 133   | 143   | 138   | 146   |

| Број чланова      | 1  | 2  | 3  | 4  | 5  | 6  | 7 | 8 | 9 | 10 и више | Просек |
| ----------------- | -- | -- | -- | -- | -- | -- | - | - | - | --------- | ------ |
| Број домаћинстава | 30 | 25 | 24 | 19 | 21 | 11 | 8 | 2 | 1 | 5         | 3,65   |

| Пол    | Укупно | Неожењен/Неудата | Ожењен/Удата | Удовац/Удовица | Разведен/Разведена | Непознато |
| ------ | ------ | ---------------- | ------------ | -------------- | ------------------ | --------- |
| Мушки  | 221    | 48               | 154          | 18             | 1                  | 0         |
| Женски | 224    | 32               | 154          | 37             | 1                  | 0         |
| УКУПНО | 445    | 80               | 308          | 55             | 2                  | 0         |

| Пол    | Укупно                    | Пољопривреда, лов и шумарство | Рибарство                            | Вађење руде и камена | Прерађивачка индустрија       |
| ------ | ------------------------- | ----------------------------- | ------------------------------------ | -------------------- | ----------------------------- |
| Мушки  | 137                       | 59                            | 0                                    | 0                    | 26                            |
| Женски | 72                        | 44                            | 0                                    | 0                    | 15                            |
| УКУПНО | 209                       | 103                           | 0                                    | 0                    | 41                            |
| Пол    | Производња и снабдевање   | Грађевинарство                | Трговина                             | Хотели и ресторани   | Саобраћај, складиштење и везе |
| Мушки  | 0                         | 14                            | 4                                    | 2                    | 9                             |
| Женски | 0                         | 1                             | 3                                    | 2                    | 1                             |
| УКУПНО | 0                         | 15                            | 7                                    | 4                    | 10                            |
| Пол    | Финансијско посредовање   | Некретнине                    | Државна управа и одбрана             | Образовање           | Здравствени и социјални рад   |
| Мушки  | 0                         | 0                             | 3                                    | 1                    | 1                             |
| Женски | 0                         | 0                             | 1                                    | 0                    | 1                             |
| УКУПНО | 0                         | 0                             | 4                                    | 1                    | 2                             |
| Пол    | Остале услужне активности | Приватна домаћинства          | Екстериторијалне организације и тела | Непознато            | Непознато                     |
| Мушки  | 2                         | 0                             | 0                                    | 16                   | 16                            |
| Женски | 0                         | 0                             | 0                                    | 4                    | 4                             |
| УКУПНО | 2                         | 0                             | 0                                    | 20                   | 20                            |

## Историјат
Из рукописа Петрушевић Томислава "Трагови прошлости", село Спанчевац је једно од већих насеља Кленичког краја и околине манастира Свети Прохор Пчињски. Као мала насеобина, село се налазило на потезу Бујић у непосредној близини старе цркве.Касније се формирало насеље у сливу Спанчевачке реке са леве и десне стране. Село сада чине 10 махала.Подручје села је брдско-планинско, па су досељеници морали да крче шуму, стварају плодну земљу и поседе. Спанчевац је био под туторством турских спахија, земља је била одузета од сељака, стварани су чифлуци, а потом поново давана на коришћење и обраду "кметовима", уз обавезу давања ренте-данка.
Један од већих чивлука држао је извесни Курдали Халима Заимовић из Прешева. Његова супруга Зехра и син Абедин су подносили тужбу-пријаву Аграрном суду у Бујановцу против 15 сељака из Спанчевца и 58 из села Куштице, тражећи да плате ренту за 100 хектара у периоду од 1912-1918.године. По тој господарској пријави, вођена је расправа код Среског шеријатског суда а потом и код Врховног шеријатског суда у Скопљу. У вези са тим донета је пресуда којим се странке упућују на парницу.
Крај је годинама уназад био познат по хајдуцима, а касније и по четничким одредима који су се сакривали у шумском побрђу.

## Како је изгледало насеље?
Село је чинило 10 махала. Куће су грађене скоро у истом стилу. Свака се састојала од једне велике гостињске собе, једне мале просторије и још једне веће која се звала кућа. У тој просторији постојало је огњиште са веригама где се ложила ватра, спремала храна и служила је као дневни боравак чланова породице.

## Послови и одевање мушкараца и жена
Мушкарцки су се одвајкада бавили зељорадњом и сточарством као и печалбарењем, док жене кућном радиношћу.
Мушка и женска одећа умногоме се разликовала од данашње. Мушку одећу су углавном правили једна врста занатлије тзв. терзије, док женску само жене, а то је све рађено ручно. Одећа се израђивала од црне и беле руне, конопља, памука, свиле и чоје.
Мушку одећу је чинило: на глави се носила чалма, кече, фес, а у новије време шајкача, као војничка капа. Одећа је била различита и разноврсна. Ту спада: кошуља, јелек, долама, минтан, капаран, гуњ, појас, чакшире, гаће, чарапе и опанци од коже.
Жене су носиле одећу које је зависила од тога да ли је исту носила девојка, удата, старија или стара особа. Женску одећу је чинило: шамија различитих боја и шара, кошуља, јакна, блуза, доланче, бојелек, џубе, чурдија, појас, бонда, фута, чарапе и опанци. Саставни део женске одеће су били и разни накити и нанизи као : ђердани, брбутке, пафте, саатлк, кецеље, шестаци, ланчићи, перле, мрнистра, минђуше и вештачко цвеће.

## Миграције-исељавање становништва
Спанчевац је некада био центар окупљања стновника села која га окружују по разним основама( одржавање зборова, похађање школе, читаоница, могућност снабдевања намирницама, разне културне манифестације, сеоска амбуланта итд).
Данас гледамо измењену демографску слику становника села. После Другог светског рата започела је миграција становника која и данас траје: напуштање својих огњишта многи су то учинили не због обести, већ сиромаштва и немогућности запошљавања, школовања и сл.
Село је данас остало без многих житеља у односу на раније, а такође и сва околна села Кленичког краја. Сада тамо живе многе старе "душе" у кућама које им се руше. Село је захватила "бела куга". Постоји опасност, ако се нешто не предузме од стране локалне самоуправе и шире друштвене заједнице, да ће овај крај остати без житеља као што је то случај са селом Узово.

## Статистика о броју домаћинстава и броју житеља некада и сад
Подаци по попису:
| година | домаћинства           |
| ------ | --------------------- |
| 1940.  | 225                   |
| 1948.  | 111                   |
| 1991.  | 138                   |
| 2006.  | 146                   |
| 2011.  | 135                   |
| 2016.  | 45(старих)+ 30(нових) |

Рачуна се да је у периоду од 1948.-2016.године село напустило око 311 лице мушког пола.
| година | становници |
| ------ | ---------- |
| 1948.  | 732        |
| 2002.  | 455        |

## Стари занати
Из далеке прошлости су остали многи занати који су обавлјани у селу и то ручно. Конфекцијска одећа се није израђивала машинским путем како се то данас ради. И остали занати су се такође обављали ручно, уз коришћење неопходно примитивних справа и алата. Од познатих заната имамо: шнајдерски, ткачки, терзијски, бојаџијски, целокупна кућна радиност жена у изради одеће и припрема за то. Поред ових заната имамо и ковачки, коларски, поткивачки и пинтерски, калдрмџијски итд.
Обавављање ових заната је у то време било неопходно јер без тога се живот и битисање људи није могло замислити, за разлику од данас када је преовадала технологија у свим областима.

## Верски и други обичаји и веровања из прошлости
Југ Србије а уоквиру тога и мештани Спанчевца као и околине су одавнина спроводили и неговали разне обичаје, веровања и тумачења природних појава. Наслеђени обичаји су нпр: обичаји у време свадбе исвадбених весеља, крсних слава, и разних светковина, код рађања деце и настанка смрти, деоба браће, код почетка пољопривредних радова, брања грожђа, завршетка жетве, убирања летина, вршидба идр. ПОред ових обичаја заступљени су и други звани верски обичаји и разна веровања нпр: обичаји у време крсне славе, Божића, поклада,Лазареве недеље,Ускрса,Ђурђевдана, обичаја у време поста и у време других светковина.
Због недовољног образовања у прошлости грађани су се придржавали и многих других обичаја и веровања: о судбини човека при рођењу, удар грома, муња и јако невреме, појава црвенила на небу при заласку Сунца, мена Месеца и помрачење Сунца и Месеца, појаве дуге, амајлије, разне враџбине и прорицања судбине.

## Стање у Спанчевцу за време Другог светског рата
Спанчевац је током Другог светског рата имао велики број људских жртава и материјалних разарања (по књизи Александра Трајковића "Тако су их учили" и рукописа Томислава Петрушевића "Трагови прошлости"). Бугарска окупаторска војска у Спанчевцу током рата извршила бројна зверства над становништвом, паљења, пљачке, мучења интернацију идр.Августа 1943.године, током рације, окупаторска војска је ухапсила пет лица, а потом их ликвидирала у селу Бунишевцу код Врања:
1. 1.Јовановић Петруша Стојан,
2. Трајковић Стојана Јордан,
3. Јовановић Алексе Јорда,
4. Антић Аритона Милован,
5. Младеновић Трајка Владимир.

Јануара 1944. године бугарски фашисти су у садејству са контрачетницима окупљени око Мицић Власте из Прешева ухапсили 27 сељака из Спанчевца и 15 из села (Старца, Себрата, Свињишта, Претине, Куштице и др), а потом везаних руку их спровели до места звани Плочки дол у атару Узова и тамо над њим извржили егзекуцију клањем бајонетима. Тако су погубљени:
1. Костић Јордана Александар,
2. Стоилковић Спира,
3. Стојковић Војина Ђорђе,
4. Стојилковић Спире Станојко
5. Ивановић Јована Стојадин
6. Тасић Трајка Тројан
7. Стојковић Јаћима Тројан
8. Петрушијевић Симе Стојмен
9. Момчиловић Марко
10. Томић Јордана Војислав
11. Момчиловић Марка Стојадин
12. Станојковић Војислав
13. Стојановић Стојилко Василко
14. Стојилковић Василка Јордан
15. Јањић Драгутина Ђорђе
16. Стајић Косте Стојан
17. Митровић Станка Александар
18. Стајић Косте Владимир
19. Стојановић МИхајла Стојмен
20. Илић Александра Стојадин
21. Алексић Стојадина Благоје
22. Вучковић Илије Трајко
23. Ђорђевић Ристе Владан
24. Митровић Станка Влада
25. Стојановић Јована Добрин
26. Арсић Стојана Аритон и
27. Трајковић Зафира Душана

Троје заробљених сељака су стицајем околности избгли смрт: Трајковић Бранко, Ђорђевић Риста и Петрушијевић Властимир. Бранку су Бугари пуцали у главу (у уста), а Ристу су уболи бајонетом у врат. Обојица су преживели. Властимира су Бугарске хорде пустиле кући јер је био неожењен. У Ратном вихору 1941. године погинуо је пилот Арсић Јевта из Спанчевца код Куманова када је покушао да се супротстави немачким бомбардерима.

## Насилна бугаризација становништва
У време Другог светског рата бугарске окупационе снаге су у Врањском округу упоредо успоставиле војне и полицијске власти и на подручју Кленичког краја. Период од 1941. До 1944. године карактерише насилно бугаризацију становништва. У селу је постојао бугарски кмет, као и учитељ и поп. Подручје је контролисала бугарска војска и полиција. Народ је био приморан да говори бугарски. Забрањено је било говорити реч Србин, носити шајкачу, читати литературу на српском. Књиге рођених и умрлих су морале да садрже податке на бугарском, па чак су и на надгробним споменицима морали да се исписују подаци о покојнику на бугарском. Постојале су цркве и школске општине у оквиру тзв. „Егзархије“. Основна школа у Спанчевцу је и после рата располагала дрвеним клупама које су мештани називали „бугарским клупама“. У њима је седело по четири ученика.
Окупациона Бугарска власт је за цео период окупације увела средство плаћања „лев“ а југословенски динар је био ван оптицаја и неважећи

## Први послератни избори и гласања
Накод завршетка Другог светског рата, у селу су спроведени први избори и гласање. То су били први демократски избори где су се грађани целе тадашње ослобођене земље изјашњавали за који ће се систем владавине определити: за Републику или Краљевину.
Начин изјашњавања спроведен је ситемом гласања, при чему уместо гласачког листића, гласачи су добијали једну гумену куглицу, обима 5цм, црвене бојена коме је био утиснут грб тадашње већ проглашене Демографске Народне Републике Југославије. Сам грб је у средини имао 5 буктиња.
Гласање се одржавало у основној школи а сваки гласач је био упознат са начином гласања и вољом изјашњавања. Постојале су 3 дрвене кутије. Једна од њеих је означена као „ћорава кутија“ или „глува кутија“ како су ј е неки неки називали. Неопредељени гласачи су у њу убацивали своје куглице.

## Спанчевац после Другог светско рата
Упоредо са предузетим мерама у обнови разрушене земље од окупаторских снага становништво селеа Спанчевца и колних села, су дали и свој доприност на том плану. Године 1948. Изградили су добровољним радом и уз помоћ државе тадашњи тзв. „Задружни дом“ на месту Средорек.Велелепна грађевина имала је салу и већи број помоћних просторија, продавницу.
У оквиру дома једна просторија је била намењена за библиотеку која је располагала и првим радиоапаратом са грамофоном. Омладина се ту окупљала због разоноде и читање књига. Овом библиотеком први је руководио Стаменковић Светозар, звани Тоза.
Накнадно је поред продавнице постојала је и једна ковачка радња, млекара и радионица за прерађивање млечних производа.
Тих година у селу је спроведена акција на спречавању бујица тако да је грађено неколико бетонских брана у долини Спанчвачке реке и њених потока. Бране су служиле и за спречавање одрона земље и постојећих клизишта. Уједно су мештани радили и на пошумљавању голети, углавном багремовом шумом.
У оквиру задружног дома мештани су изградили и још једну зграду која је у то време служила као место где су се спроводили први облици народне власти и где су грађани остваривали своја права. Обе ове зграде су тренутно у веома лошем стању и у фази пропадања.

## Крсне славе, сабори и весеља у данима верских светковина
Становници села Спанчевца су одувек славили своје крсне славе Св.Николу, Аранђеловдан, Петковдан, Митровдан, а од летњих слава село је славило Св. Јелену. Мештани Спанчевца као и целог Кленичког краја одржавали су сабор у цркви СВ. Петка у истоименом селу, сабор у манастиру Св.Прохор Пчињски на дан 1. новембра сваке године, сабор у цркви Св. Јелена у Куштици, сабор у Спанчевцу на дан славе Св. Јелена као и сабор на Ускрс у месту званом "Ширине".
На дан Видовдана,28. јуна, сваке године мештани махале Присоје су се окупљали код сеоског крста, спремали и доносили ручак, спроводили обичај "крштење-свете водице" уз присуство свештеника. Све се то обаљало на постављеним простиркма без столова и столица, ова се светковин обављала до скора. Исељавање становништва је учинило своје.
Верници Спанчевца на дан летње славе Св. Јелена, ујутру носе "калениче" са брашном код крста који се налази на спанчевачком гробљу. Ту долази свештеник и обавља читање и одржавање мисе у част тѕв. "Светог масла".
Велико исељавање становништва села Спанчевца, Куштице и осталин насељених места довело је до последице да се многе ове верске манифестације сада не одржавају, посебно у кругу цркве Св.Јелена која је такорећи затворена. Последњи свештеник који је држао ову парохију био је извесни Аритон звани "Загарче".
У основној школи села до 1948. године мештани су на дан Светог Саве доносили и приређивали ручак. Тог дана у име славе ђаци су добијали кувану пшеницу, и приређивали су приредбу за родитеље. Од те године није се висе одржавала ов манифестација јер је настала комунистичка ера када је забрањено да се православна вера проповеда у школи.